# Hohenfelden
Hohenfelden ist eine Gemeinde im Südwesten des Kreises Weimarer Land und Teil der Verwaltungsgemeinschaft Kranichfeld.

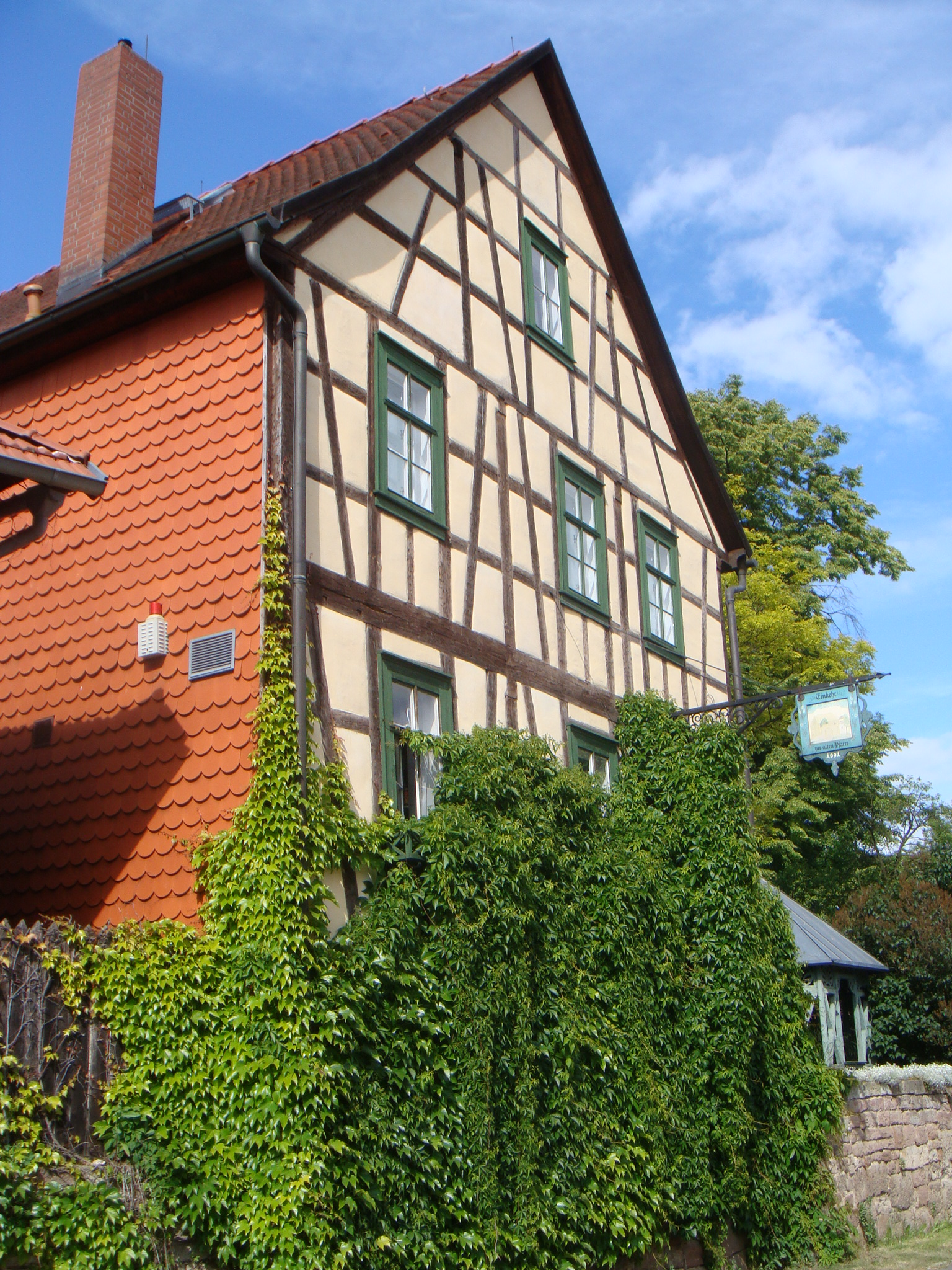
Einkehr zur alten Pfarrei

## Geografie
Der Ort liegt östlich des weithin sichtbaren, 513 m hohen Riechheimer Berges auf einer Höhe von etwa 340 m ü. NHN. Die unmittelbare Umgebung ist landwirtschaftlich geprägt, während es in wenigen Kilometern Entfernung ausgedehnte Waldflächen im Landschaftsschutzgebiet Mittleres Ilmtal gibt.

## Geschichte
Die Ersterwähnung von Hohenfelden erfolgte 1299 in einer Urkunde des Prokurators des Petersklosters in Erfurt, Berthold de Honved. 1332 wurde ein Dorf namens Nydern Hovelden genannt (im Gegensatz zu Obern Hovelden). 1524 wurde ein Brauhaus erstmals erwähnt. 1599 wurde der Enzeröder See trockengelegt, an dessen Stelle heute der Stausee Hohenfelden liegt. Entlang des kleinen Bachs Krummbach, der auch Gerichtsbach genannt wurde und heute den Stausee Hohenfelden speist, verlief einstmals die Grenze zwischen Erfurter und Kurmainzer Gebiet einerseits und der Herrschaft Oberkranichfeld andererseits. 1810 vernichtete ein großer Dorfbrand außer der Kirche und der Schule noch 30 Wohnhäuser mit Ställen und Scheunen. Der nördliche ehemals Kurmainzer Teil (etwa vier Fünftel) kam 1815 an Sachsen-Weimar-Eisenach, der südliche Teil 1663 an Sachsen-Gotha-Altenburg und 1825 an Sachsen-Meiningen. Die dort lebenden Einwohner – man nannte sie Meininger – klagten damals darüber, dass sie im nördlichen Gemeindeteil – im weimarischen Ausland – zur Schule und zur Kirche gehen mussten und auch dort beerdigt wurden. Ab 1824 erfolgte dort, wo heute der Stausee liegt, Torfabbau mit vielen Unterbrechungen bis 1990. Die örtliche Freiwillige Feuerwehr gründete sich im Jahr 1873. Am östlichen Dorfrand wurde 1894/95 eine neue Schule errichtet, die 1957/58 um einen weiteren Klassenraum vergrößert wurde.
Die Grenze wurde am 1. August 1913 aufgehoben, ist aber bis heute noch an einem Grenzstein erkennbar. Der Ort kam nun ganz zu Sachsen-Weimar-Eisenach. 1914 erhielt der Ort eine Wasserleitung. 1924 wurde Hohenfelden an das Stromnetz angeschlossen. Vermögende Familien aus Erfurt begannen 1909 mit dem Bau von Jagdhäusern auf dem Katzenberg im Norden der Ortslage. Zu ihnen gehörten u. a. die Apothekerfamilie Trommsdorff, die Nachfahren des Gartenbauunternehmers Ernst Benary Heinrich Benary sowie der Bankier Max Stürcke, Fitzner, Orthopädieschuhmacher (Villa Senkfuß) und Familie Dittmann. 1960 wurde der Schulbetrieb eingestellt und die Schüler in die Tonndorfer Schule geschickt. 1966/67 begann der Bau des Naherholungsgebietes Stausee Hohenfelden, der 1975 abgeschlossen war. 1976 erfolgte der Neubau von Sportplatz und Sportlerheim, 1979 die Gründung des Freilichtmuseums. Die Wiedererrichtung von drei Dorfbrunnen erlebte der Ort im Jahre 1994, den Bau eines neuen Glockenhauses auf dem Anger 1997. Das Dorf beging 1999 seine 700-Jahr-Feier.

## Politik

### Gemeinderat
Der Gemeinderat in Hohenfelden besteht aus sechs Ratsmitgliedern, die bei der Kommunalwahl am 25. Mai 2014 in einer Mehrheitswahl gewählt wurden, und dem ehrenamtlichen Bürgermeister als Vorsitzendem.

### Bürgermeister
Ehrenamtlicher Bürgermeister von Hohenfelden ist Thomas Morche (FFW), der am 5. Januar 2014 gewählt und am 5. Januar 2020 wiedergewählt wurde.

## Wirtschaft und Infrastruktur

### Wasser und Abwasser
Eine zentrale leitungsgebundene Wasserversorgung richtete die Gemeinde Hohenfelden im Jahre 1914 ein. Die Aufgabe der Wasserversorgung obliegt heute dem Wasserversorgungszweckverband Weimar; die Abwasserbeseitigung wurde dem Wasser-/Abwasserzweckverband Arnstadt und Umgebung übertragen.

## Kultur und Sehenswürdigkeiten

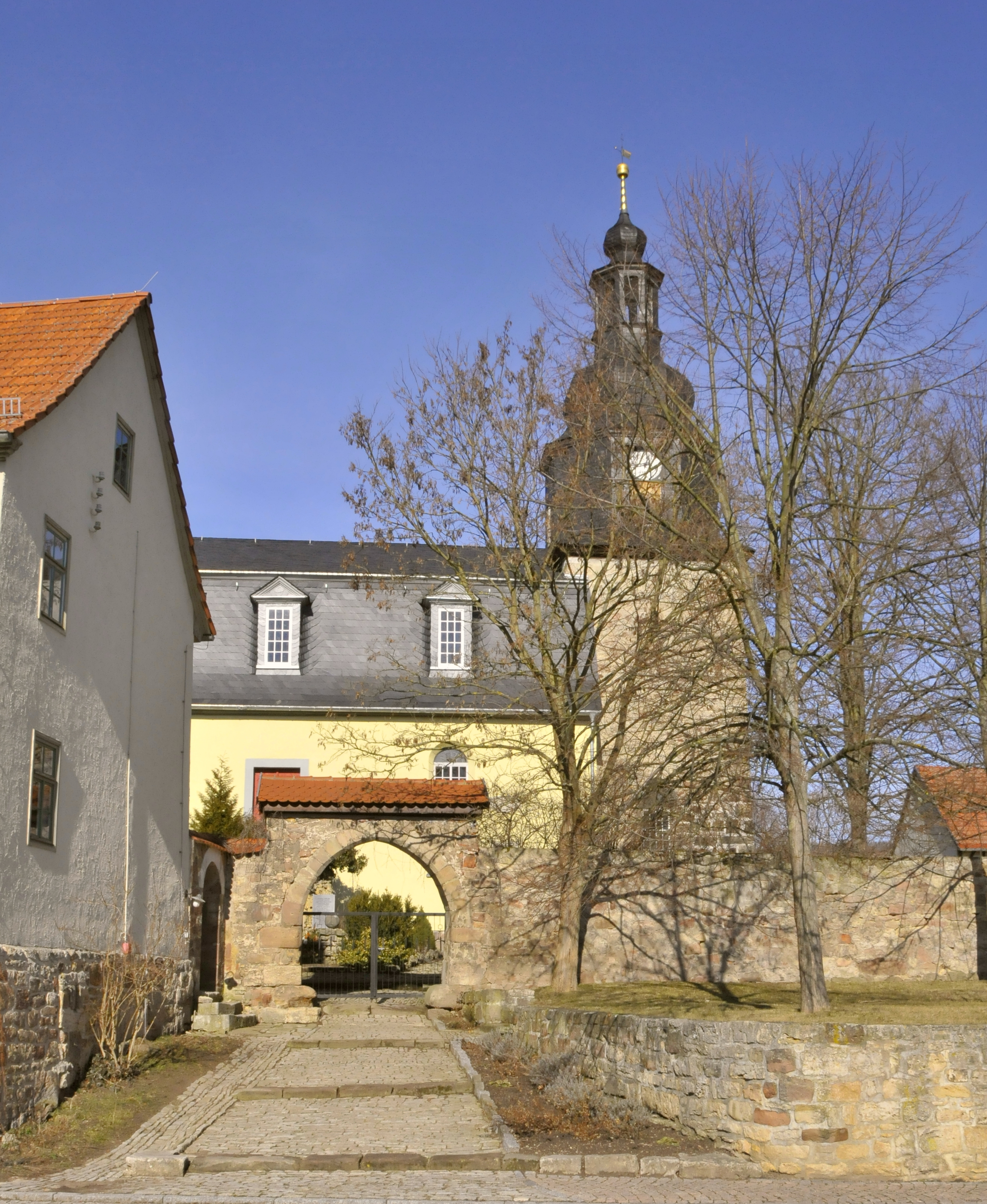
Dorfkirche, 2012

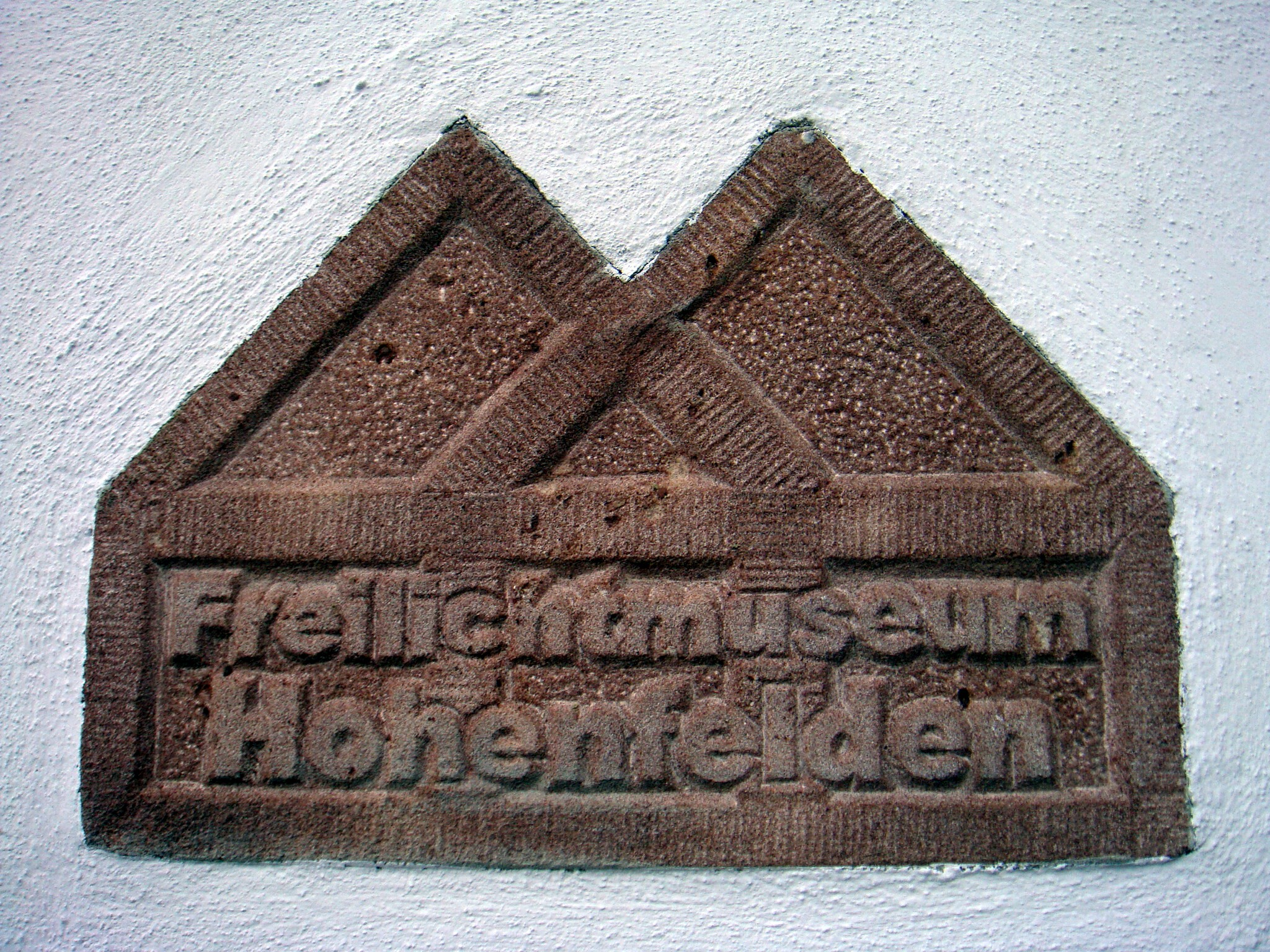
In der Eingangswand eingelassener Stein

- Am Ostrand des Dorfes befindet sich das Thüringer Freilichtmuseum Hohenfelden. In den 30 Museumsgebäuden aus dem 17. bis 20. Jahrhundert wird gezeigt, wie in Mittelthüringer Dörfern früher gebaut, gelebt und gearbeitet wurde. Zu den ausgestellten Gebäuden gehören Bauernhöfe, Werkstätten, Bienenhäuser, eine Einklassenschule, ein Dorfbrauhaus sowie die Museumsgaststätte Einkehr zur alten Pfarrei.

Das Museum wurde nominell 1976 gegründet, die Realisierung begann dann 1979, als der Pfarrhof des Dorfes für das Museum erworben wurde. Ab 1980 wurde damit begonnen, überwiegend gefährdete ländliche Bauten mit historischem Wert nach Hohenfelden umzusetzen. Gleichzeitig wurde die Ortslage unter Denkmalschutz gestellt. Neben dem Museumsdorf begann das Museum ab 1990 auch damit, verstärkt die zahlreichen im Dorf ausgewiesenen Denkmalobjekte zu betreuen. Für die Kinder- und Jugendserie Schloss Einstein wurden einige Szenen für deren 15. Staffel im Freilichtmuseum gedreht.
- Alte Schule: Der Keller des Gebäudes stammt aus dem Jahr 1787. Nach einem Dorfbrand wurde das Obergeschoss 1811 neu errichtet. Das Haus wurde bis 1894 als Schule genutzt. Heute befindet sich dort eine Dauerausstellung eines historischen Klassenzimmers.
- Der 38 Hektar große Stausee Hohenfelden wurde etwa 1,5 km östlich der Gemeinde von 1966 bis 1975 angelegt, er dient heute vor allem der Naherholung für die Bewohner der nahe gelegenen Städte Erfurt und Weimar.

Im Freizeitpark finden im Sommer zahlreiche Freiluftveranstaltungen statt. Dazu gehörte das von 1998 bis 2009 jährlich stattfindende Highfield-Festival, das mit mehr als 20.000 Besuchern das größte Indie-Rockfestival in den neuen Bundesländern war. 2009 fand dieses Festival zum letzten Mal im Gemeindebereich Hohenfeldens statt, da der Besitzer des Geländes, auf dem die Besucher campten, seine Flächen wegen der anschließenden eingeschränkten landwirtschaftlichen Nutzbarkeit nicht mehr zur Verfügung stellte. Die Besucher der Festivals haben ihre Stellplätze häufig als Müllhalden benutzt, um nicht mehr benötigte Haushaltsgegenstände (Waschmaschinen, Kühlschränke, alte Zelte etc.) zu entsorgen. Seit 2010 findet das Festival am Störmthaler See in Sachsen statt.
Dorfkirche St. Burkard: Eine Pfarrkirche in Hohenfelden wird erstmals 1439 erwähnt. Nach dem Brand von 1810 wird sie 1813 neu eingeweiht.

### Vereine
- 1935 wurde eine Segelflugschule eingeweiht. Hier war während der NS-Zeit eine Segelflugübungsstelle des NS-Fliegerkorps Hohenfelden. Der Segelflug gehört heute noch zum Angebot des Freizeitparks.
- 1949 fand die Gründung des Sportvereins Traktor Hohenfelden statt (Fußball, Handball, Leichtathletik, Schach)
- 1995 wurde der Hohenfelder Karneval Club e. V. gegründet, der im Gemeindesaal seine Veranstaltungen anbietet.
- 2001 gründete sich der Brau- und Kulturverein. Seitdem wird wieder im alten Museumsbrauhaus nach altem Brauch Bier gebraut.

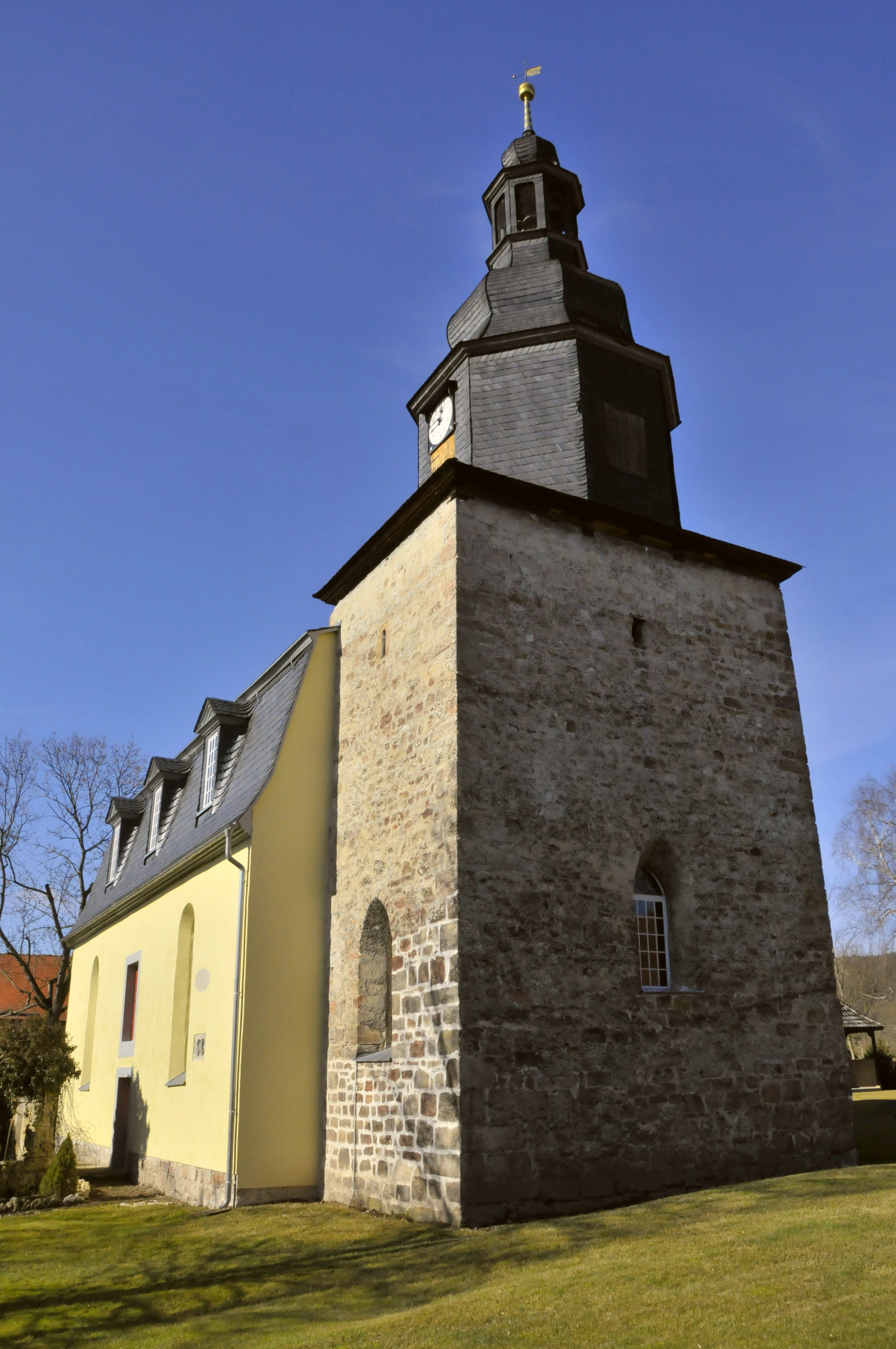
Dorfkirche
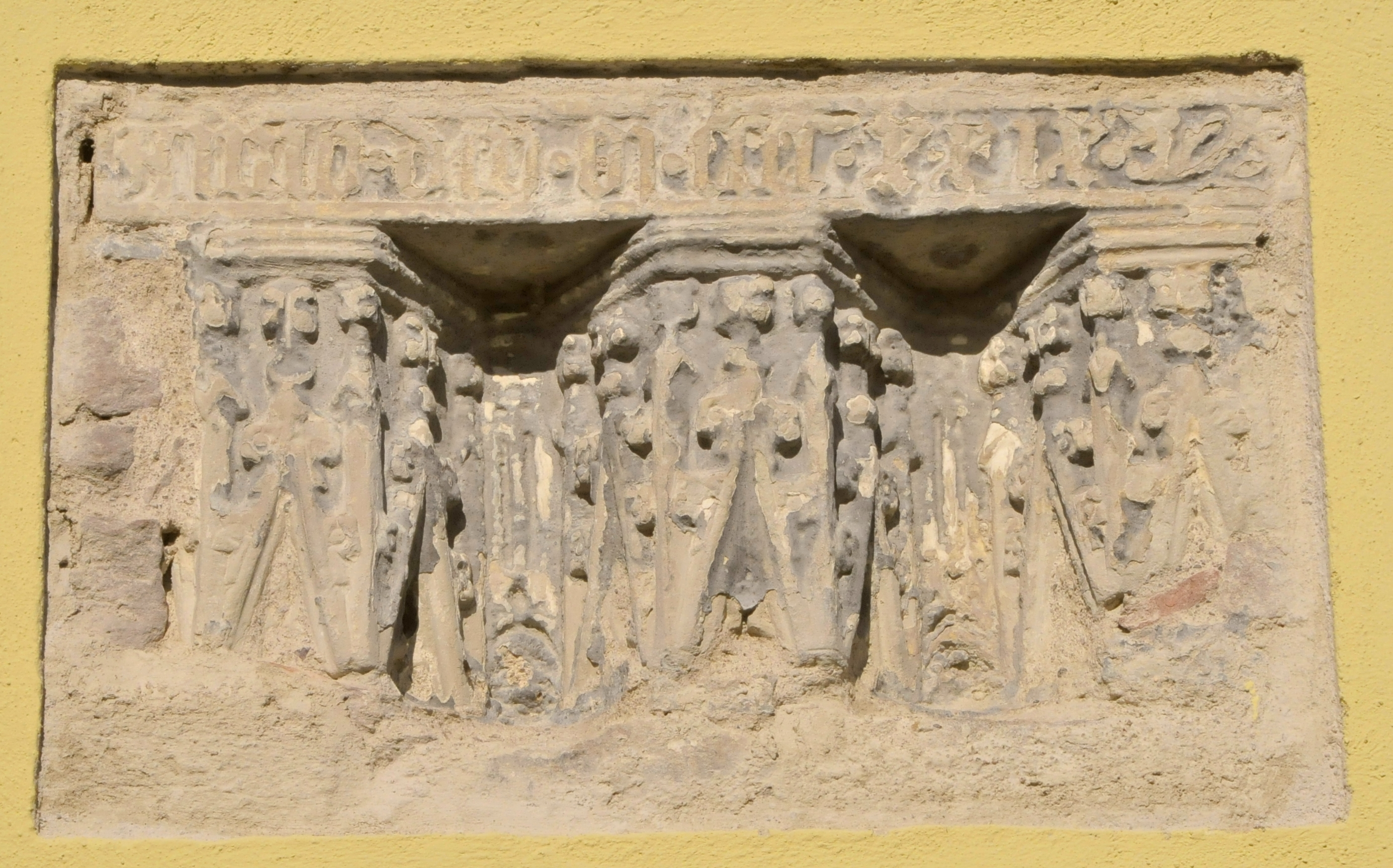
Mauerstein in der Kirchenwand
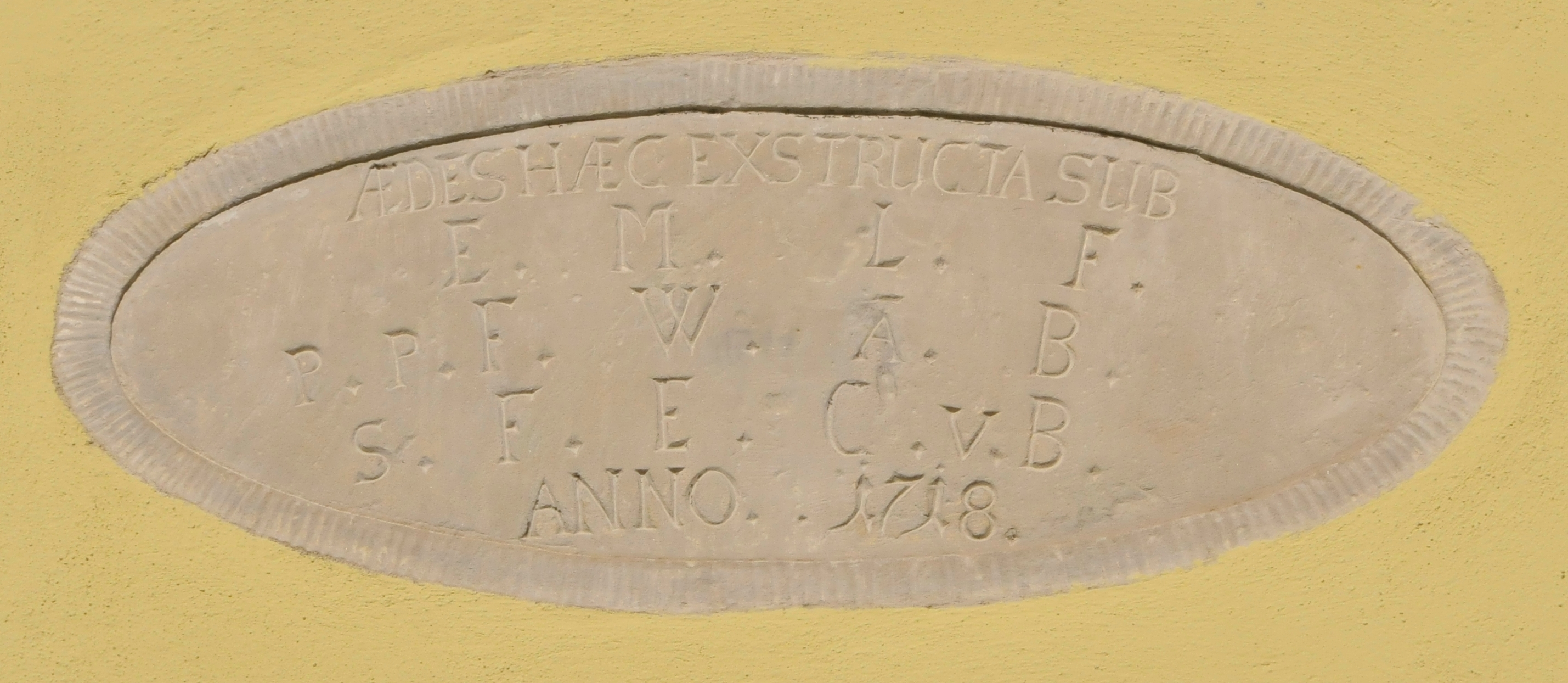
Mauerstein in der Kirchenwand
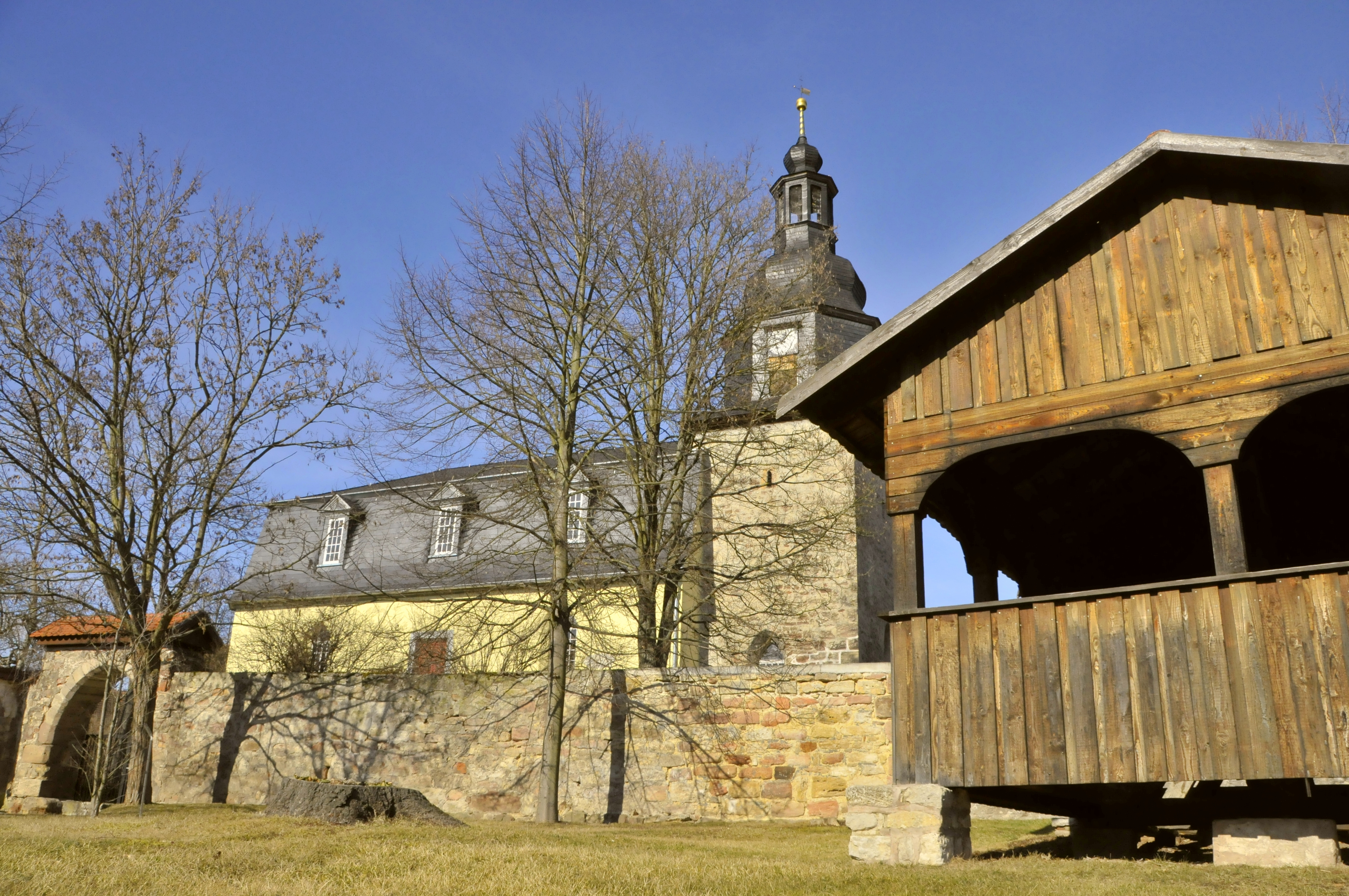
Kirche, rechts im Bild ein Glockenstuhl
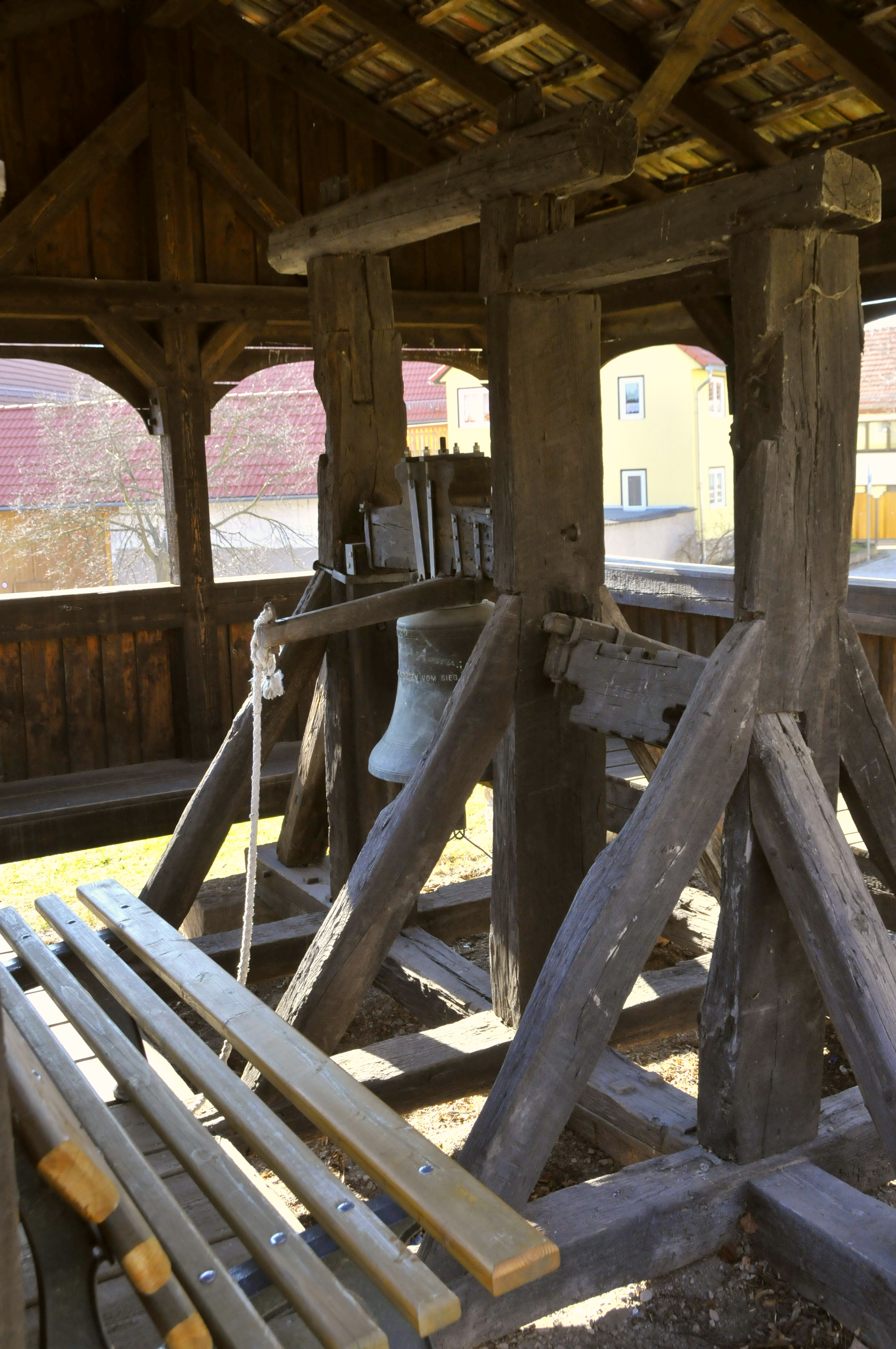
Glockenstuhl mit 1 Glocke
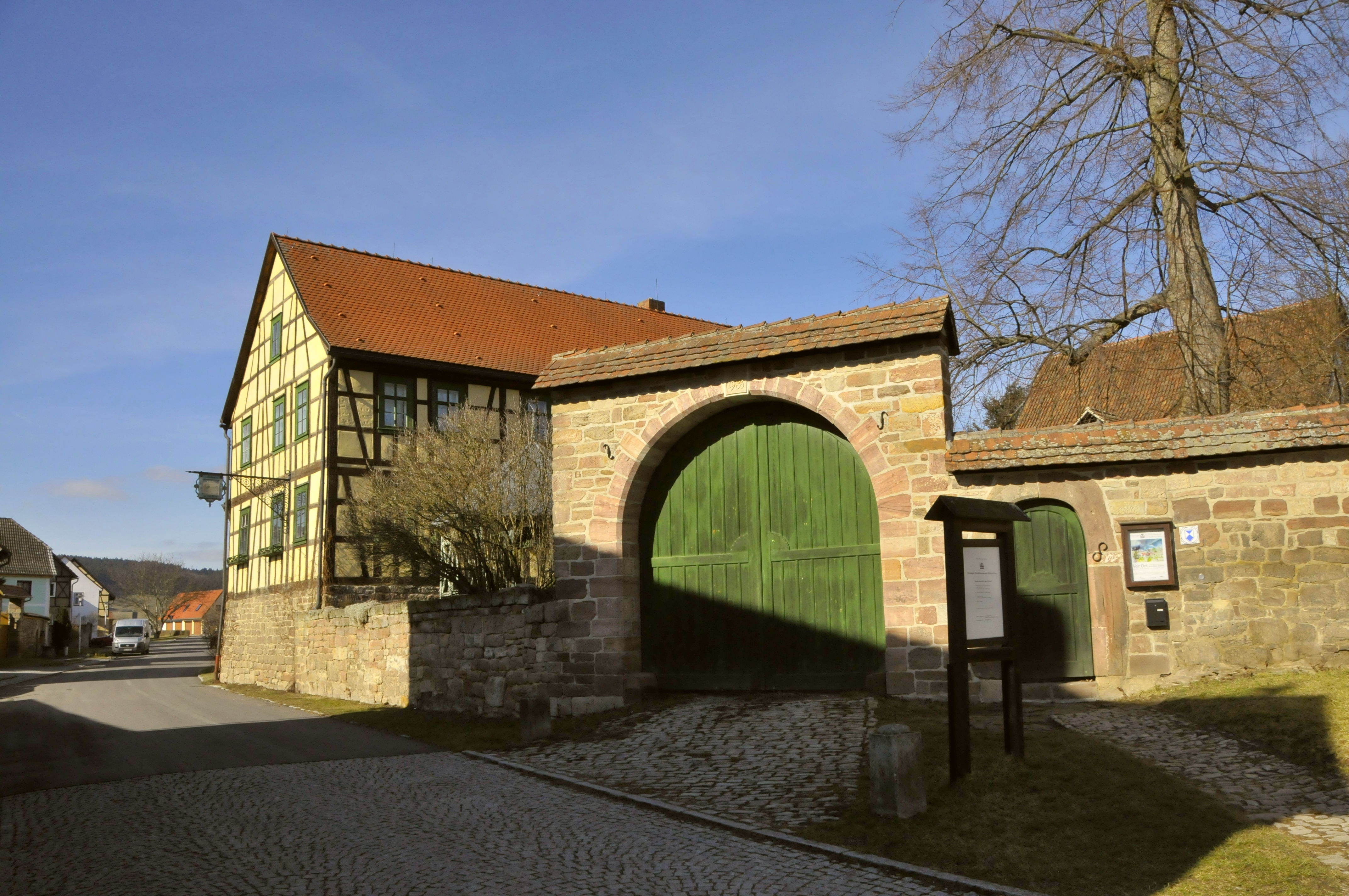
Alter Pfarrhof
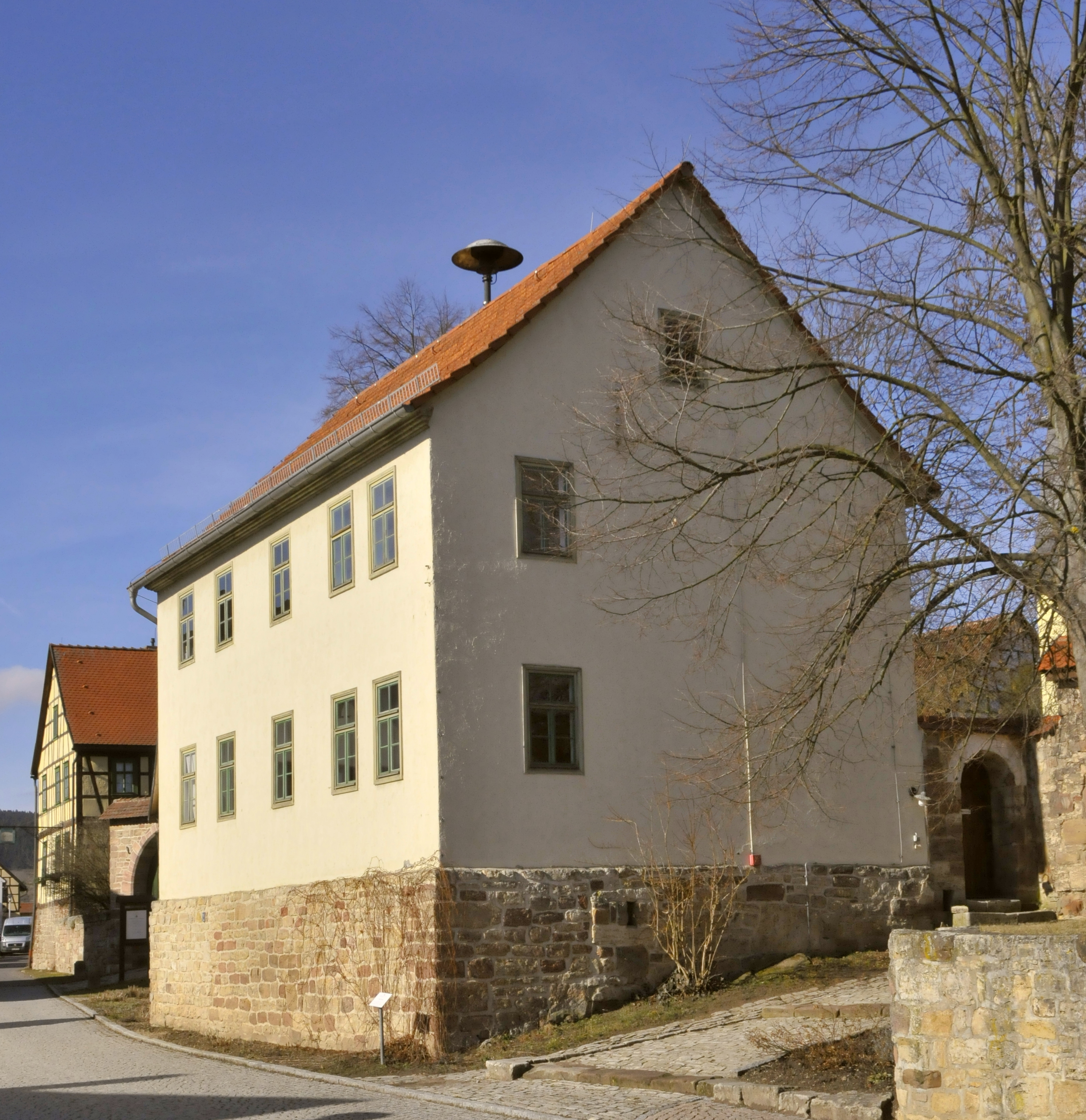
Alte Schule
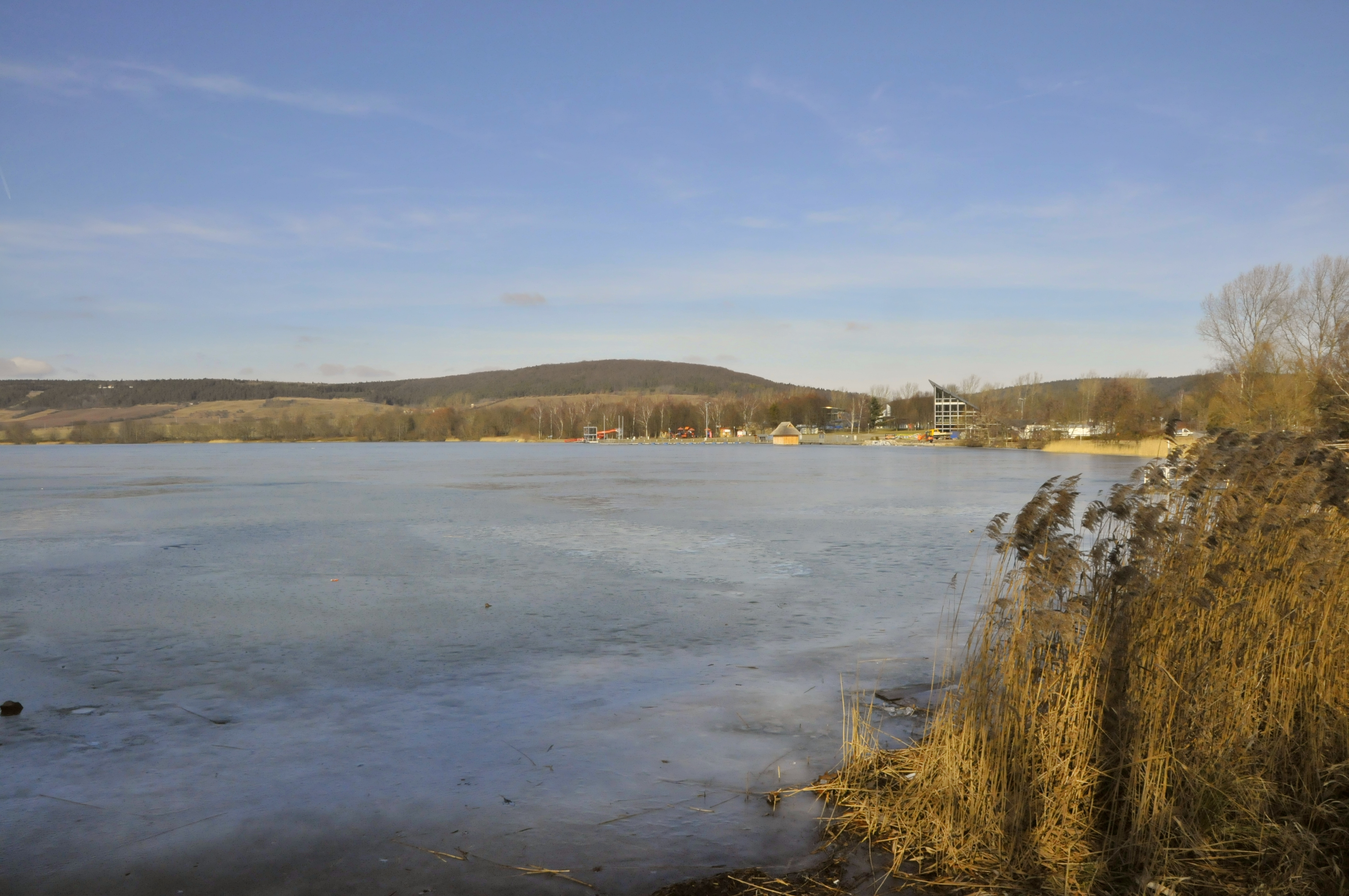
Stausee (Winter 2011/12)

## Persönlichkeiten
- Johann Eusebius Schmidt (1670–1745), Theologe und Liederdichter